# Lanfranco Senn
Lanfranco Senn (Arona, 21 dicembre 1943) è un economista italiano.

## Biografia
Dopo essersi laureato in Economia e Commercio presso l'Università Bocconi, ha conseguito il Master of Arts in Regional Science presso la University of Pennsylvania.

## Ricerca
È stato visiting professor presso il Politecnico di Zurigo e presso l'Università Hitotsubashi di Tokyo ed ha insegnato presso le Università degli Studi di Trento, di Bari, di Bergamo e l'Università Cattolica del Sacro Cuore di Milano. Dal 2016 è professore emerito presso l'Università Bocconi, per la quale è già stato direttore dell'Area economia e coordinatore del corso di laurea in Amministrazioni pubbliche e Istituzioni internazionali.
È stato, inoltre, direttore del CERTeT, Centro di ricerca in economia regionale, trasporti e turismo e del master in Economia e management dei trasporti, della logistica e delle infrastrutture.
Membro del Comitato ordinatore dell'Università della Svizzera italiana a Lugano ed esperto delle Direzioni generali delle politiche regionali e dei trasporti dell'Unione europea, è stato presidente di MM - Metropolitana Milanese S.p.A..

## Attività politica
Nel novembre 2011 il suo nome è incluso tra i possibili ministri di un governo istituzionale guidato da Mario Monti, dopo l'annuncio delle dimissioni del presidente del Consiglio Silvio Berlusconi.

## Opere
- Politica economica: quali mutamenti?, 1988;
- Service activities urban hierarchy and cumulative growth, 1991;
- Reseaux d'innovation et millieux innovateurs, con D. Maillat e M. Quevit, 1992;
- Urban Economic Development in the U.S. and Western Europe, con A. Summers e P. Cheshire, 1993;
- Rural areas development: indirect policies, (per la Organisation for Economic Co-operation and Development), 1993;
- Rapporto sull'economia di Alpe Adria, 1993;
- Il ruolo dei trasporti nello sviluppo del Mezzogiorno, 1994;
- The Impact of Urban Structure on the Location of Producer Services, 1997;
- Montagna: area di integrazione. Modelli di sviluppo, risorse e opportunità, con F. Boscacci, 1997;
- I luoghi della trasformazione e dell'innovazione. Economia, Tecniche di analisi e Politiche per la sostenibilità urbana, con F. Boscacci, 1998;
- Le milieu des services ligistiques et le role de l'environnement urbain, 2000;
- Investire in infrastrutture: la convenienza economica dei progetti di trasporto, con M. Ravasio, 2001;
- La regolazione nel settore dei trasporti nella prospettiva della rete europea, con R. Zucchetti, 2001;
- Mobility management. Strategie di gestione della mobilità urbana, con M. Ravasio, 2002;
- La Fiera protagonista della trasformazione. L'impatto economico e territoriale, 2005;
- Le imprese del settore idrico in Italia, Una analisi di benchmarking, 2008.